# داير بيرل
داير بيرل (بالإنجليزية: Dyer Pearl)‏ هو شخصية أعمال أمريكي، ولد في 1857، وتوفي في 1930.